# Arnon Grunberg
Arnon Grunberg (Amsterdam, 22 febbraio 1971) è uno scrittore e blogger olandese.

## Biografia e opere
Nasce ad Amsterdam nel 1971, all'età di diciassette anni viene espulso da scuola. A diciannove anni fonda una propria casa editrice specializzata in letteratura tedesca. Ha solo ventitré anni quando il suo primo romanzo, Lunedì Blu, diventa un bestseller in Europa e gli fa vincere il premio Anton Wachter. I suoi libri vengono tradotti in tredici lingue.
Il suo romanzo Comparse viene pubblicato nel 1997, e vende più di 100 000 copie.
In 1998 scrive il romanzo Sant'Antonio per la "Settimana del libro" nei Paesi Bassi, con una tiratura che raggiunge le 701 000 copie. Quello stesso anno viene pubblicata la sua raccolta di saggi dal titolo Il conforto dello Slapstick.
Il suo romanzo Dolore Fantasma viene pubblicato nel 2000 e ottiene il premio AKO, l'equivalente olandese del Booker. La traduzione inglese di questo romanzo viene selezionata per l'International IMPAC Dublin Literary Award nel 2005.
La sua prima sceneggiatura, Il Quattordicesimo Pollo, viene adattata per il grande schermo nell'autunno del 1998, in coincidenza della prima di Anche tu sei molto attraente da morto, un'opera teatrale scritta da Grunberg per attori tedeschi e israeliani e recitata a Düsseldorf e Tel Aviv.
Grunberg riceve l'incarico, dalla città di Rotterdam e dalla casa editrice Athenaeum-Polak & van Gennep, di scrivere una versione contemporanea dell'Elogio della Follia di Erasmo. Questo libro, l'Elogio dell'Umanità, esce nel 2001 e vince il Golden Owl Award come miglior libro dell'anno. Il 2001 vede anche la pubblicazione di Amuse-Grugno, una raccolta di racconti.
Sotto il nome di Marek van der Jagt, Grunberg scrive il romanzo Storia della mia calvizie, con cui vince per la seconda volta l'Anton Wachter Prize, un premio riservato al miglior romanzo esordiente degli ultimi due anni, diventando il primo romanziere della storia del premio ad averlo vinto per due volte. La Storia della mia calvizie ottiene in Germania il premio Aspekte.
Sempre come Marek van der Jagt, nel 2002, Grunberg pubblica un saggio, Monogamo, scelto per la settimana del libro dedicata ai saggi. Un'altra opera di Marek van der Jagt, il romanzo Gstaad 95-98, viene pubblicata nel 2002 e presentata da Arnon Grunberg a maggio a Vienna.

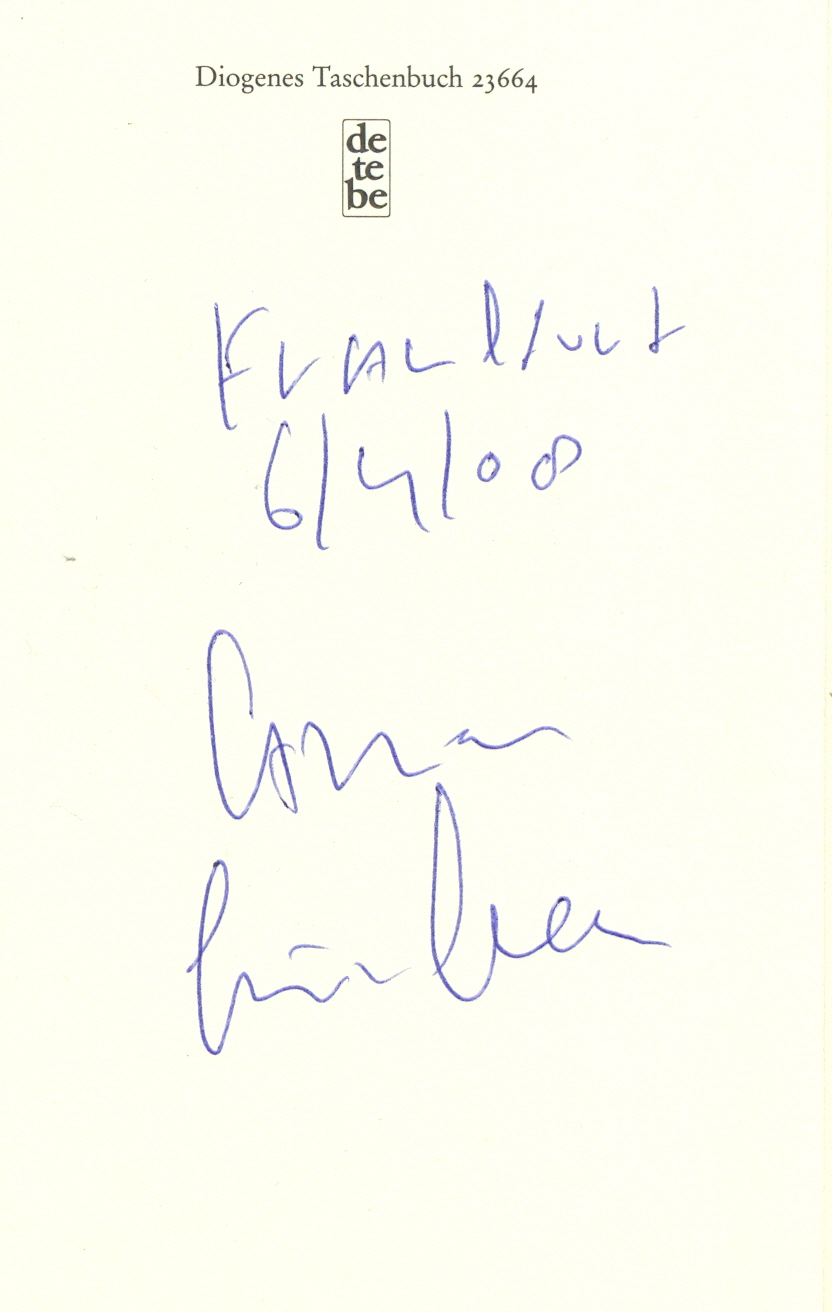
autografo

Nel 2002 Grunberg vince, in Germania, il premio letterario della Renania Settentrionale-Vestfalia per tutti i suoi libri tradotti in tedesco, inclusi quelli scritti da Marek van der Jagt.
Nel 2003 viene pubblicato nei Paesi Bassi il suo romanzo Il rifugiato, acclamato come la sua opera migliore.
Nel 2004 pubblica una serie di racconti, Grunberg Around the World, e un romanzo breve. Nel settembre del 2004 viene pubblicato nei paesi Bassi il suo romanzo Il Messia Ebreo.
Nel 2004 vince il prestigioso premio Bordewijk per Il rifugiato. Con lo stesso romanzo vince per la seconda volta il premio AKO, divenendo l'unico autore finora ad avere vinto due volte tale premio.
Dal settembre 2004 fino al novembre 2005 conduce una volta alla settimana un programma televisivo culturale olandese, R.A.M.
Nel 2005 Il Messia Ebreo viene selezionato per due premi, il Golden Owl e l'AKO. Nella primavera del 2005 tiene una master class al Politecnico di Delft, nei Paesi Bassi, sulla tecnica della sofferenza. Nell'autunno del 2005 La Tecnica della Sofferenza viene pubblicata. Il libro contiene le sue lezioni e le macchine costruite dagli studenti sotto la sua supervisione.
Sempre nel 2005 viene pubblicata la Bibbia Grunberg, il meglio dell'Antico e del Nuovo Testamento secondo Grunberg.
Nello stesso anno cura una raccolta di racconti dall'Europa Orientale, La paura sconfigge ogni cosa.
Nel settembre del 2006 appare il suo ultimo romanzo, Tirza, tradotto in italiano con il titolo Il maestro di cerimonie.
Le sue opere sono state tradotte in venti diverse lingue.
Grunberg, cresciuto ad Amsterdam, vive attualmente a New York. Scrive rubriche (1995-1996: Letter from America, 1996-1997: Everyday Swordfish and in 2006 Among the People started), recensisce libri e pubblica articoli per il giornale olandese NRC Handelsblad, e cura una rubrica settimanale per la rivista belga Humo (The Mailbox of Arnon Grunberg), quella olandese VPRO-gids (Yasha), il giornale olandese Het Parool, e una rubrica mensile per Wordt Vervolgd, la rivista olandese di Amnesty International. Grunberg scrive inoltre un blog per la rivista letteraria online Words Without Borders. Pubblica regolarmente saggi e racconti in Vrij Nederland e nelle riviste olandesi Hollands Maandblad e De Gids. Collabora alle seguenti testate: The New York Times, Tages-Anzeiger, Süddeutsche Zeitung e Bookforum.